# Andrena cryptanthae
Andrena cryptanthae là một loài Hymenoptera trong họ Andrenidae. Loài này được Timberlake mô tả khoa học năm 1951.